# Bongo Cha Cha Cha (Goodboys)
Bongo Cha Cha Cha è un singolo del gruppo musicale britannico Goodboys, pubblicato il 21 maggio 2021; il brano è una versione remix del successo di Caterina Valente Bongo Cha Cha Cha, seppur la cantante non sia accreditata in questa versione.
Il brano ha riscoperto un'improvvisa popolarità sulla piattaforma TikTok, venendo condiviso da diverse personalità di spicco come la nuotatrice Federica Pellegrini e la celebrità di internet Giulia De Lellis.

## Tracce
1. Bongo Cha Cha Cha – 1:53

## Formazione
- Goodboys - missaggio
- Caterina Valente - voce (non accreditata)

## Classifiche
| Classifica (2021) | Posizione massima |
| ----------------- | ----------------- |
| Italia            | 23                |
| Repubblica Ceca   | 73                |
| Ungheria          | 33                |